# Andrea Saraceno
Andrea Saraceno-Pomari Junior (Taranto, 1739 – Catania, 1829) è stato marchese di Montemesola.

## Famiglia
Figlio di Andrea Saraceno-Pomari, principe di Montemesola e duca di Castellaneta. Fin da giovane si dedicò allo studio e fece notevoli progressi soprattutto nelle discipline della storia e dell'architettura, alle quali era particolarmente Andrea aveva avuto un litigio con la sua famiglia e dopo ne fondó una nuova insieme a Margherita Vittoria Esperti con il nome di Esperti-Saraceno.
Margherita era l'unica ereditiera del feudo di Strudà nelle vicinanze di Lecce. Dal matrimonio nacquero: Benedetto nel 1765 e Luigi nel 1769, che morirono entrambi di appena sei mesi; Francesco Cataldo nel 1770; Gennaro Francesco nel 1773, che fece parte dei Cavalieri di Malta; Vincenzo Michele il quale morì all'età di un anno.

## Discendenti
Un suo discendente Arcangelo (1801 - 1882), conte della Santa Sede, sposò la principessa Lydia Caracciolo, ed ha avuto tre figli, di cui Mercantonio Saraceno-Pomari-Esperti, principe di Montemesola e ereditario del feudo di Strudà, duca di Castellaneta, eroe del Risorgimento e compagno di Garibaldi.